# Лобай Іван Степанович
Лобай Іван Степанович (нар. 04. 10. 1911, містечко Заложці, нині смт Залізці, Зборівський район, Тернопільська область) — інженер, фахівець у галузі механіки, громадський і політичний діяч. Меценат.

## Життєпис
Середню освіту здобув у гімназіях Тернополя і Тарнова.
Технічні студії завершив кількома інженерними дипломами у м. Брно (Чехія, 1940), Каракасі (Венесуела, 1956) та Університеті Нью-Гейвена (шт. Коннектикут, США, 1965).
Працював у Львівському політехнічному інституті (1942–43); в Університеті у Брно (1943–45); в уряді Венесуели (1948–56); Центральному університеті Венесуели (1956–62); Університеті св. Марії (Каракас, 1957–60); Університеті Нью-Гейвена (1963–77, 1983–84); Алжирському інституті нафти (м. Бумердес, 1977–82).

## Нагороди, звання, відзнаки
Член Академії інженерних наук України (1996) і Товариства українських інженерів Америки.